# Marie Hammarström
Marie Hammarström , nascida em 1982 , em Glanshammar , é uma futebolista sueca, que atua como média . 

Atualmente (2013), joga pelo  Göteborg FC . 

## Clubes
- Göteborg FC

## Títulos
- Copa da Suécia de Futebol Feminino – 2010
- Supercopa da Suécia de Futebol Feminino – 2013